# Sönke Wortmann

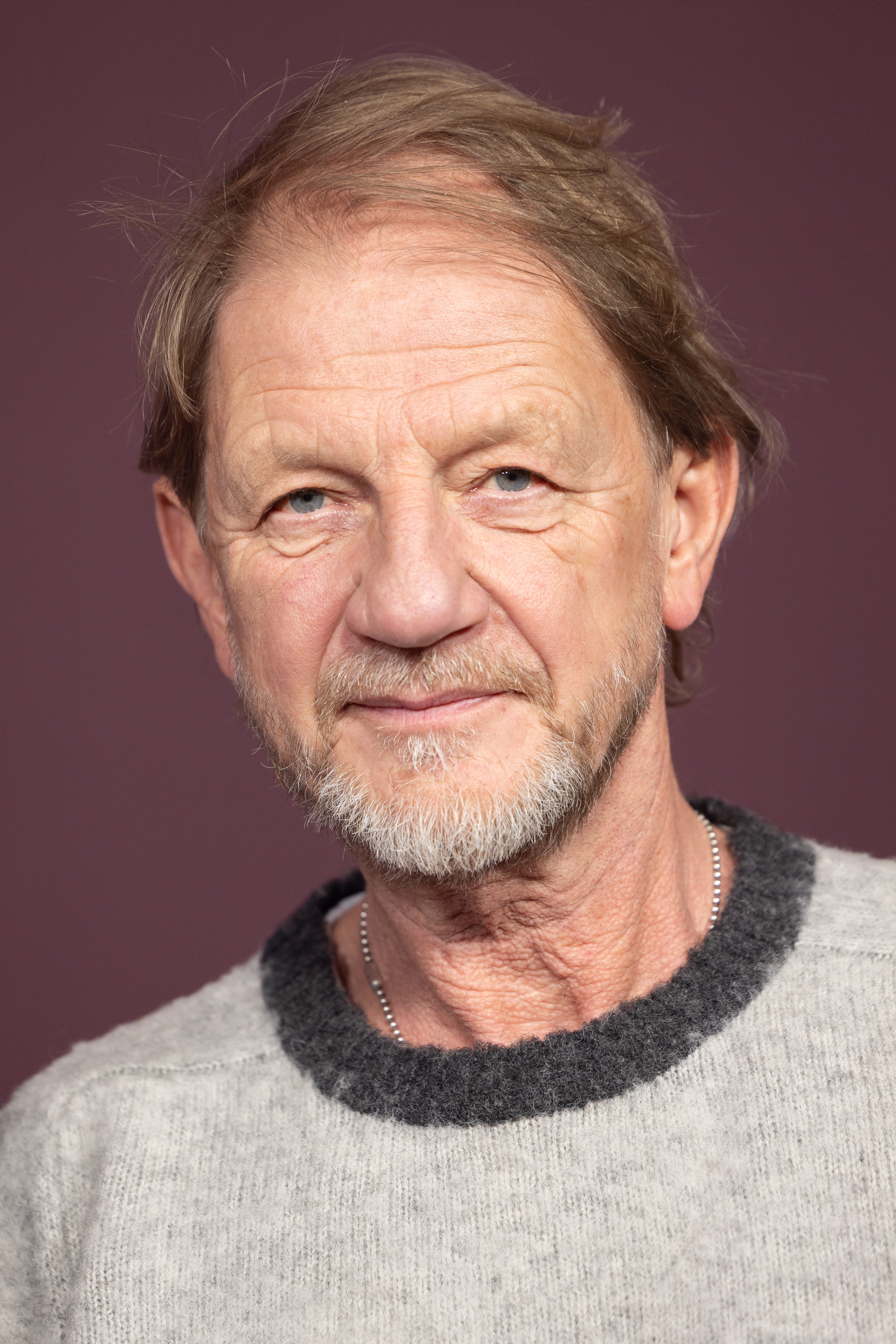
Sönke Wortmann (2025)

Sönke Wortmann (* 25. August 1959 in Marl) ist ein deutscher Filmregisseur, Filmproduzent und Autor. Unter seiner Regie entstanden Filme wie Kleine Haie (1992), Der bewegte Mann (1994), Das Wunder von Bern (2003) oder Der Vorname (2018) sowie die erste Staffel der Serie Charité.

## Leben

### Herkunft und Ausbildung
Sönke Wortmann, Sohn eines Bergmanns, wollte nach dem Abitur zunächst Fußballprofi werden und spielte unter anderem in der dritthöchsten Spielklasse bei Westfalia Herne und der SpVgg Erkenschwick. Für Erkenschwick erzielte er 1980 den ersten Treffer beim 3:0-Sieg über den Bünder SV zum Aufstieg in die 2. Bundesliga. Es war nach eigenen Aussagen sein einziges für Erkenschwick erzieltes Tor. Für eine große Laufbahn fehlte ihm nach eigener Aussage der Ehrgeiz, weshalb er seine Karriere nach drei Jahren zu Gunsten eines Studiums beendete.
Zunächst studierte er ein Semester Soziologie in Münster, bevor er sich 1983 an der Hochschule für Fernsehen und Film München für ein Regiestudium einschrieb. Nachdem er auch ein Jahr als Austauschstudent am Londoner Royal College of Art verbracht hatte, schloss er 1989 sein Studium erfolgreich ab. Daneben jobbte er als Taxifahrer und Schauspieler, unter anderem in der Fernsehserie Die glückliche Familie des Bayerischen Rundfunks. 

### Frühe berufliche Laufbahn
Sein Kinodebüt als Regisseur gab Wortmann 1991 mit dem Film Allein unter Frauen mit Thomas Heinze, der eine Million Besucher in die Kinos lockte. Auch Kleine Haie (1992) mit Jürgen Vogel, Kai Wiesinger und Gedeon Burkhard als angehenden Schauspielschülern war ein Erfolg und verhalf einigen Darstellern zum Durchbruch. Der Film Der bewegte Mann, der 1994 in die Kinos kam, war mit über 6½ Millionen Kinobesuchern einer der erfolgreichsten deutschen Nachkriegsfilme.
Das Superweib (1997) nach einem Roman von Hera Lind drehte Wortmann mit Veronica Ferres, angeblich nur um zu beweisen, dass „aus erfolgreichen Büchern auch erfolgreiche Filme gemacht werden können“. Über 2,3 Millionen Besucher sahen den Film in den deutschen Kinos. Der Campus (1998) hatte deutlich weniger Zuschauer.
Mit der Little Shark Entertainment GmbH gründete Wortmann 1998 seine eigene Produktionsfirma. Filme wie Mr. Bluesman und der dramatische Episodenfilm St. Pauli Nacht mit Maruschka Detmers, für den Wortmann gute Kritiken erhielt, wurden kommerzielle Flops und hielten sich nur kurze Zeit im Kino. Der Himmel von Hollywood nach dem Roman von Leon de Winter, den er 2001 mit Tom Berenger, Jacqueline Kim, Rod Steiger und Burt Reynolds in Amerika gedreht hatte, kam erst 2004 in die deutschen Kinos und lief auch nicht sehr lange. Das Wunder von Bern wurde dann mit über drei Millionen Zuschauern zum zweiterfolgreichsten deutschen Kinofilm des Jahres 2003.

### Weitere berufliche Entwicklung
Beim Confederation Cup 2005 und während der Fußball-Weltmeisterschaft 2006 begleitete Wortmann die deutsche Nationalelf mit der Kamera. Integriert in die Mannschaft saß er bei jedem Spiel mit auf der Trainerbank und bereitete während der WM im Auftrag von Bundestrainer Jürgen Klinsmann Filme vor, die den Spielern vor jedem Spiel vorgeführt wurden und sie auf die Partie einstimmten. Der zweistündige Dokumentarfilm über die WM, hergestellt aus über 100 Stunden Filmmaterial, wurde am 14. August 2006 der deutschen Fußballnationalmannschaft als Preview vorgeführt und lief am 5. Oktober 2006 unter dem Titel Deutschland. Ein Sommermärchen in den Kinos an. Der Film war mit mehr als vier Millionen Zuschauern ein Riesenerfolg.
2009 erschien Wortmanns bislang aufwändigster Film, die Bestsellerverfilmung Die Päpstin. Wortmann hatte 2007 die Regie von Volker Schlöndorff übernommen, der das Projekt jahrelang entwickelt hatte. Die ursprünglich für die Titelrolle der angeblichen Päpstin Johanna vorgesehene Franka Potente wurde durch Johanna Wokalek ersetzt, zudem wirkten mit John Goodman und David Wenham auch internationale Stars mit. In Deutschland erreichte der über 20 Millionen Euro teure Film rd. 2½ Millionen Kinobesucher, international blieb der große Erfolg jedoch aus. Im Jahr 2015 erschien Frau Müller muss weg! mit Anke Engelke und Justus von Dohnányi, der über 1,2 Millionen Zuschauer erreichte und den Bayerischen Filmpreis für die Kategorie Bestes Drehbuch erhielt. 2017 drehte Wortmann die Fernsehserie Charité. Mit mehr als acht Millionen Zuschauern war es der erfolgreichste Serien-Neustart seit mehr als 25 Jahren. 2018 kam der Spielfilm Der Vorname in die Kinos, der 1,1 Millionen Besucher hatte. 2021 erschien der Spielfilm Contra in den deutschen Kinos. 2018 inszenierte Wortmann im Düsseldorfer Schauspielhaus außerdem das Theaterstück Menschen im Hotel nach Vicki Baum.
Zudem drehte er Werbespots unter anderem für Nike, Gerolsteiner, Bitburger, Sony, Air Berlin, Commerzbank, Deutsche Bank, Prinzen Rolle, Nivea, DFB, König Pilsener, Früh Kölsch, Vodafone, Honda, Dresdner Bank, SolarWorld mit Larry Hagman und HanseMerkur Versicherungsgruppe mit Mario Gómez. Daneben gab es Spots für die AachenMünchener mit Mario Adorf und für die Rewe Group mit Lukas Podolski. In einem Werbespot für die Deutsche Bahn AG tritt Wortmann unter der Regie von Wim Wenders selber auf.
2021 veröffentlichte er seinen ersten Roman Es gilt das gesprochene Wort im Ullstein-Verlag. Die Protagonisten seines Romans sind Franz Josef Klenke, Redenschreiber des deutschen Außenministers, der Diplomat Cornelius von Schröder und Klenkes Freundin Maria.

### Privates
Sönke Wortmann ist mit der Schauspielerin Cecilia Kunz verheiratet und hat drei Kinder. Er lebt mit seiner Familie in Düsseldorf.

## Sonstiges
Wortmann war 2003 eines der Gründungsmitglieder der Deutschen Filmakademie.
2006 engagierte sich Sönke Wortmann dafür, dass mit Einnahmen aus dem Film „Deutschland. Ein Sommermärchen.“ die Aktion der SOS-Kinderdörfer „6 Dörfer für 2006“ unterstützt wurde. Sämtliche Erlöse in Höhe von 4,1 Millionen Euro flossen in Bau und Unterhalt des SOS-Kinderdorfes Recife in Brasilien. 2010 erhielt Sönke Wortmann das Goldene Ehrenzeichen der SOS-Kinderdörfer. 2014 unterstützte er die Benefiz-Vorpremiere des Musicals Das Wunder von Bern im Hamburger Stage Theater.
Ab dem 3. April 2008 unterstützte er die Aktion „DeinFussballClub“, die versuchen wollte, innerhalb eines Jahres 30.000 Mitglieder zu generieren, die pro Jahr 39,95 Euro bezahlen. Dafür sollten sie ein Mitspracherecht bei Transfers, dem Abschluss von Freundschaftsspielen, der Trikotfarbe, dem Merchandising und weiteren vereinsinternen Belangen haben. Diese Initiative entstand nach dem britischen Vorbild Ebbsfleet United. Das Konzept wurde mehreren Vereinen vorgelegt und letzten Endes entschied man sich (so auch Sönke Wortmann) als Partner für den SC Fortuna Köln. Der Verein wurde dadurch vor der Insolvenz gerettet und stieg bis 2014 dreimal bis in die 3. Liga auf. „DeinFussballClub“ zählte 9202 Mitglieder und erreichte somit nicht die erhoffte Mitgliederzahl. Daher wurde die Initiative 2012 beendet.
Sönke Wortmann ist Mitglied von Bündnis 90/Die Grünen. Bei der Wahl des deutschen Bundespräsidenten 2010 und der von 2012 gehörte Wortmann auf Vorschlag der nordrhein-westfälischen Grünen der 14. bzw. 15. Bundesversammlung an.
Er ist aktives Mitglied der deutschen Autoren-Nationalmannschaft (Autonama).

## Audio
- Deutschlandfunk 24. Oktober 2015 Fußball – Schatten über dem Mythos „Sommermärchen“ bei der WM 2006 von Jürgen Kalwa, 5:54 Minuten, (1/2 Jahr online), Text zum Beitrag: Das Sommermärchen – ein Mythos

## Werk

### Filmografie

#### Als Regisseur
- 1984: Anderthalb (Kurzfilm)
- 1985: Nachtfahrer (Kurzfilm)
- 1986: Fotofinish (Kurzfilm)
- 1988: Hochzeit des Figaro (Kurzfilm)
- 1988: Drei D (Abschlussfilm)
- 1990: Eine Wahnsinnsehe (Fernsehfilm)
- 1991: Allein unter Frauen
- 1992: Kleine Haie
- 1993: Mr. Bluesman
- 1994: Der bewegte Mann
- 1996: Das Superweib
- 1996: Charley’s Tante (Fernsehfilm)
- 1998: Der Campus
- 1999: St. Pauli Nacht
- 2001: Der Himmel von Hollywood
- 2003: Das Wunder von Bern
- 2006: Freunde für immer – Das Leben ist rund (Fernsehserie für Sat.1)
- 2006: Deutschland. Ein Sommermärchen (Dokumentarfilm)
- 2009: Die Päpstin
- 2012: Das Hochzeitsvideo (unter dem Pseudonym Peter Hansen)
- 2014: Schoßgebete
- 2015: Frau Müller muss weg!
- 2017: Charité (Serie)
- 2017: Sommerfest
- 2018: Der Vorname
- 2021: Contra
- 2022: Eingeschlossene Gesellschaft
- 2022: Der Nachname
- 2024: Der Spitzname

#### Als Produzent
- 2001: Lammbock – Alles in Handarbeit
- 2003: Das Wunder von Bern
- 2005: Arnies Welt
- 2008: Hardcover
- 2009: Hangtime – Kein leichtes Spiel
- 2011: Eine Insel namens Udo
- 2012: Ruhm
- 2017: Lommbock

#### Als Darsteller
- 1987–1991: Die glückliche Familie (Ritchie)
- 1997: Knockin’ on Heaven’s Door

#### Als künstlerischer Leiter
- 2016: Deutschland. Dein Selbstporträt (Dokumentarfilm)

### Theater
- 1996: Bullets over Broadway. Wortmanns Welturaufführung von Woody Allens Bullets over Broadway im Düsseldorfer Schauspielhaus[14] wurde mit 70.000 Zuschauern ein großer Publikumserfolg.
- 1999: Der Krüppel von Inishmaan von Martin McDonagh, Düsseldorfer Schauspielhaus.
- 2012: Frau Müller muss weg von Lutz Hübner, Grips-Theater Berlin, stand über 6 Jahre auf dem Spielplan.[15][16]
- 2017: Willkommen von Lutz Hübner und Sarah Nemitz, Düsseldorfer Schauspielhaus.
- 2018: Menschen im Hotel nach dem Roman von Vicki Baum, Düsseldorfer Schauspielhaus.[17]

### Bibliographie
- Das Wunder von Bern. Hörbuch beim Hörverlag, München 2003, ISBN 3-89940-205-7.
- Deutschland, ein Sommermärchen. Das WM-Tagebuch. Köln 2006, ISBN 3-462-03759-5.
- Es gilt das gesprochene Wort. Roman. Ullstein, Berlin 2021, ISBN 978-3-550-20059-5.

## Auszeichnungen
- 1985: Spezialpreis des Londoner Royal College of Art für Nachtfahrer
- 1988: Kodak-Eastman-Förderpreis auf den Internationalen Hofer Filmtagen für Drei D
- 1988: Nominierung für den Studenten-Oscar für Drei D
- 1988: Filmband in Gold (Kurzfilm) für Noblesse oblige
- 1990: Bayerischer Fernsehpreis für Eine Wahnsinnsehe
- 1991: Regieförderpreis der HypoVereinsbank für Allein unter Frauen
- 1991: Deutscher Videopreis für Allein unter Frauen
- 1992: Filmband in Gold für Kleine Haie
- 1992: Best Young Director beim World Film Festival in Montreal für Kleine Haie
- 1992: Best Film beim Filmfestival Quebec für Kleine Haie
- 1994: DIVA-Award
- 1994: Bambi für Der bewegte Mann
- 1994: Jupiter der Zeitschrift Cinema für Der bewegte Mann
- 1995: Deutscher Filmpreis in den Kategorien Bester Film und Beste Regie für Der bewegte Mann
- 1995: Ernst-Lubitsch-Preis 1995 für Der bewegte Mann
- 1998: Bayerischer Filmpreis für Der Campus
- 2003: Bayerischer Filmpreis für Das Wunder von Bern
- 2004: Herbert-Strate-Preis für Das Wunder von Bern
- 2006: Bambi in der Kategorie Dokumentation für Deutschland. Ein Sommermärchen
- 2006: Leibniz-Ring-Hannover des Presseclub Hannover und der Landeshauptstadt Hannover
- 2006: Ehrenmitgliedschaft bei Westfalia Herne
- 2007: Adolf-Grimme-Preis in der Kategorie Information & Kultur für Deutschland. Ein Sommermärchen
- 2007: Verdienstorden des Landes Nordrhein-Westfalen
- 2009: Großer Kulturpreis der Sparkassen-Kulturstiftung Rheinland
- 2010: Askania Award
- 2012: Publikumspreis der Woche Junger Schauspieler in Bensheim für Frau Müller muss weg (Theater)
- 2012: Publikumspreis des 1. Festivals der Deutschen Privattheater Hamburg für Frau Müller muss weg (Theater)
- 2022: Bayerischer Filmpreis 2021 – Ehrenpreis des Ministerpräsidenten[18]